# Kredenzmesser

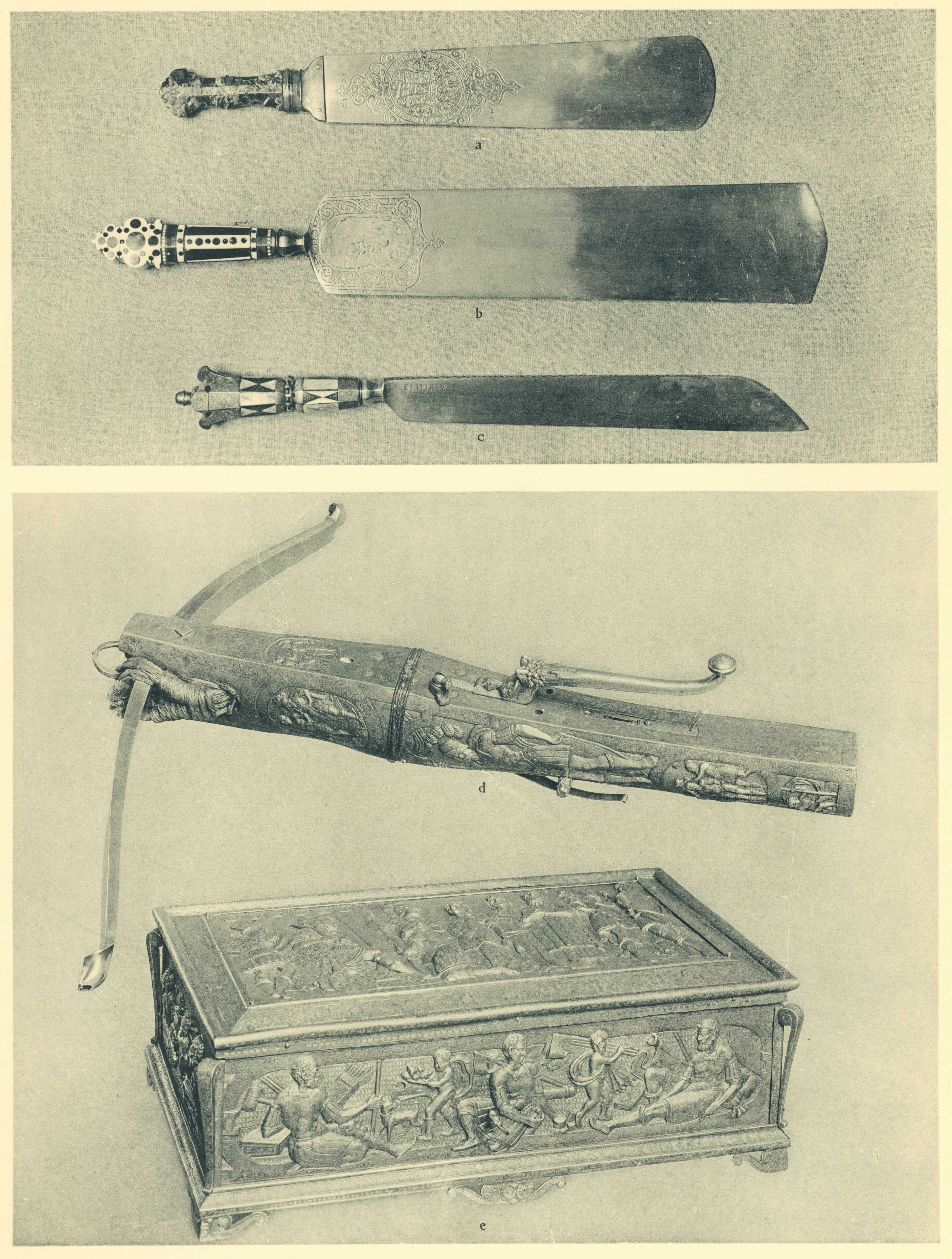
Kredenzmesser, Armbrust und Bolzenkasten (Erich Haenel: Kostbare Waffen aus der Dresdner Rüstkammer)

Kredenzmesser in der Heraldik

Ein Kredenzmesser oder Vorlegemesser diente zum Vorlegen von Speisen und hatte darum eine kellenartig verbreiterte Klinge.

## Geschichte
Das Messer selbst hat eine lange Entwicklungsgeschichte. Aus der Verwendung von einem Messer bei Tisch zur Zeremonie des sogenannten „Trinicierens“, also Aufschneiden und dem Gast insbesondere Fleisch vorzulegen, entwickelte sich an adligen Speisetafeln ein regelrechter Kult. Die Funktion des Tranchierens übernahm später das Tranchiermesser und das Kredenzmesser hatte nur die Aufgabe eines Vorlegebesteckes.
Es diente nur zum Vorlegen von Speisen und hatte darum eine kellenartig verbreiterte Klinge. Eine scharfe Schneidklinge besaß es nicht mehr. Es hat sich von Italien in der 2. Hälfte des 14. Jahrhunderts verbreitet. Die Gestaltung des Messers war stets sehr dekorativ am Heft.

## Kredenzmesser in Wappen
Zwei Kredenzmesser, oder Vorlegemesser genannt, sind gekreuzt im Wappen von Ditfurt und des Landkreises Harz, welcher unter anderem aus dem Landkreis Quedlinburg hervorging. Im Wappen des ehemaligen  Landkreises Quedlinburg sind hinten zwei schräggekreuzte silberne Kredenzmesser mit goldenen Griffen. Auch Bad Suderode zeigt die gekreuzten Messer.
Ihren Ursprung hatten die Messer im Wappen des Hochstiftes Quedlinburgs. Etwa um 1541 wurde dem Ort Ditfurt das Recht zur Verwendung im Wappen durch die Abtissin des Reichsstiftes erteilt. Das Stift hatte ein Siegel mit dieser  gemeinen Figur verwendet. 
Im Rathaus von Quedlinburg ist das Stadtwappen und darunter die gekreuzten Kredenzmesser des Damenstiftes auf einem Glasfenster im Treppenaufgang zu sehen.

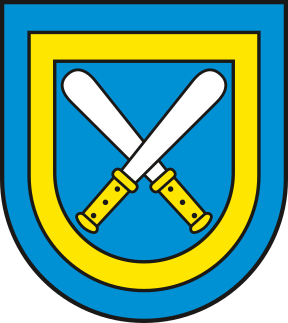
Wappen von Ditfurt mit gekreuzten Kredenzmessern
Wappen des Landkreises Harz mit gekreuzten Kredenzmessern
Wappen des ehemaligen Landkreises Quedlinburg mit gekreuzten Kredenzmessern
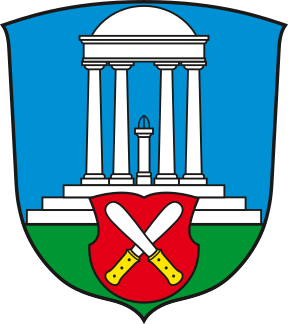
Wappen von Bad Suderode mit gekreuzten Kredenzmessern